# モザイク

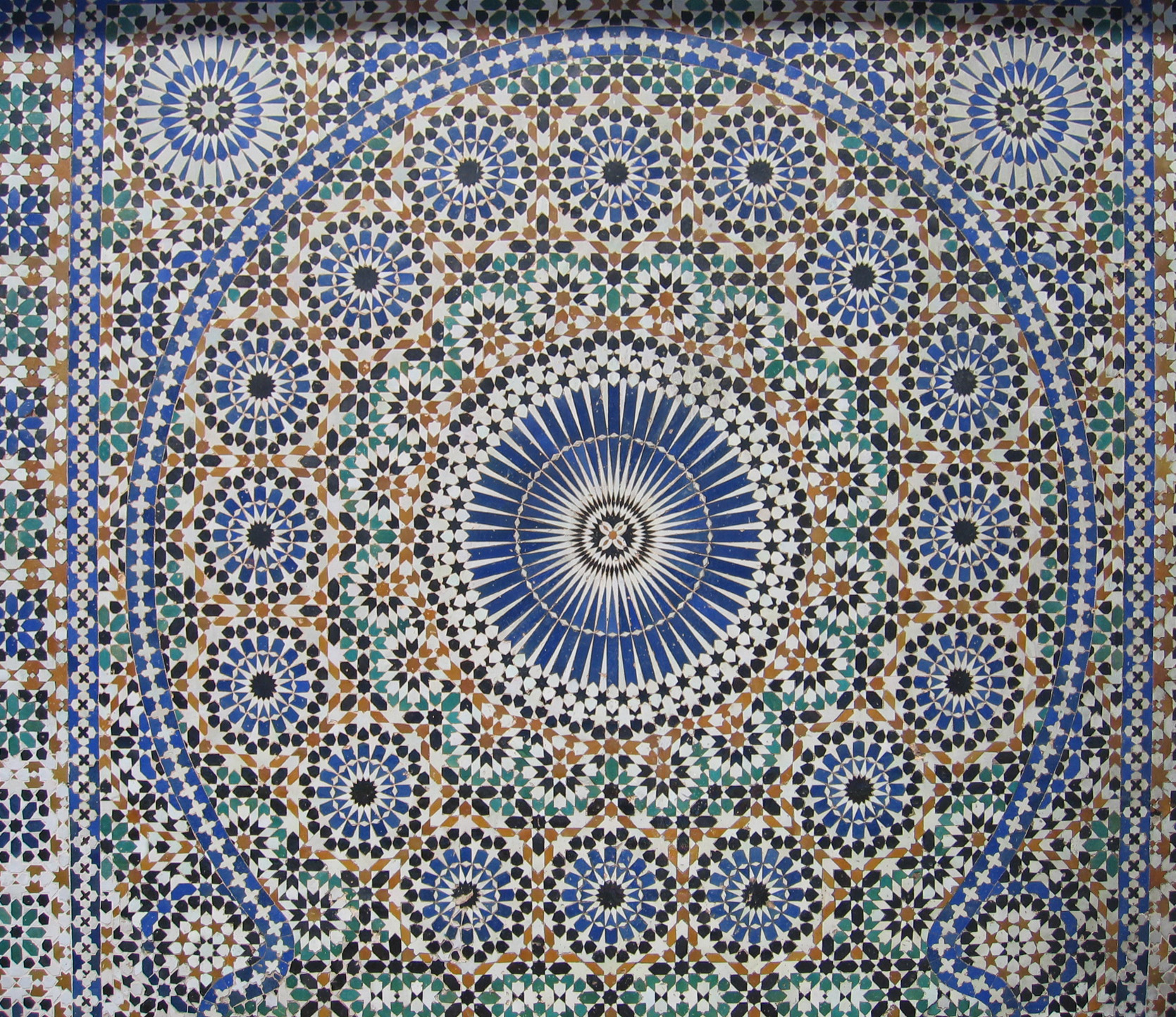
モロッコの古都メクネスの宮殿のモザイク

モザイク（英語: mosaic、フランス語: mosaïque）は、小片を寄せあわせ埋め込んで、絵（図像）や模様を表す装飾美術の技法。石、陶磁器（モザイクタイル）、有色無色のガラス、貝殻、木などが使用され、建築物の床や壁面、あるいは工芸品の装飾のために施される。この装飾方法は古くから世界的に見られ、宗教画や幾何学模様など様々なものが描かれており、歴史上、カテドラルの内部空間やモスクの外壁などの装飾手法として特に有名である。

## 歴史
「モザイク」の語源はギリシア神話の9人の女神ムーサイ（Mousai）にあり、ラテン語では「オプス・ムシウム（opus musivum）」という。モザイクという手法は室内装飾のために古代から中世にかけて、おもに地中海地域を中心に発展し、世界各地で使用された。

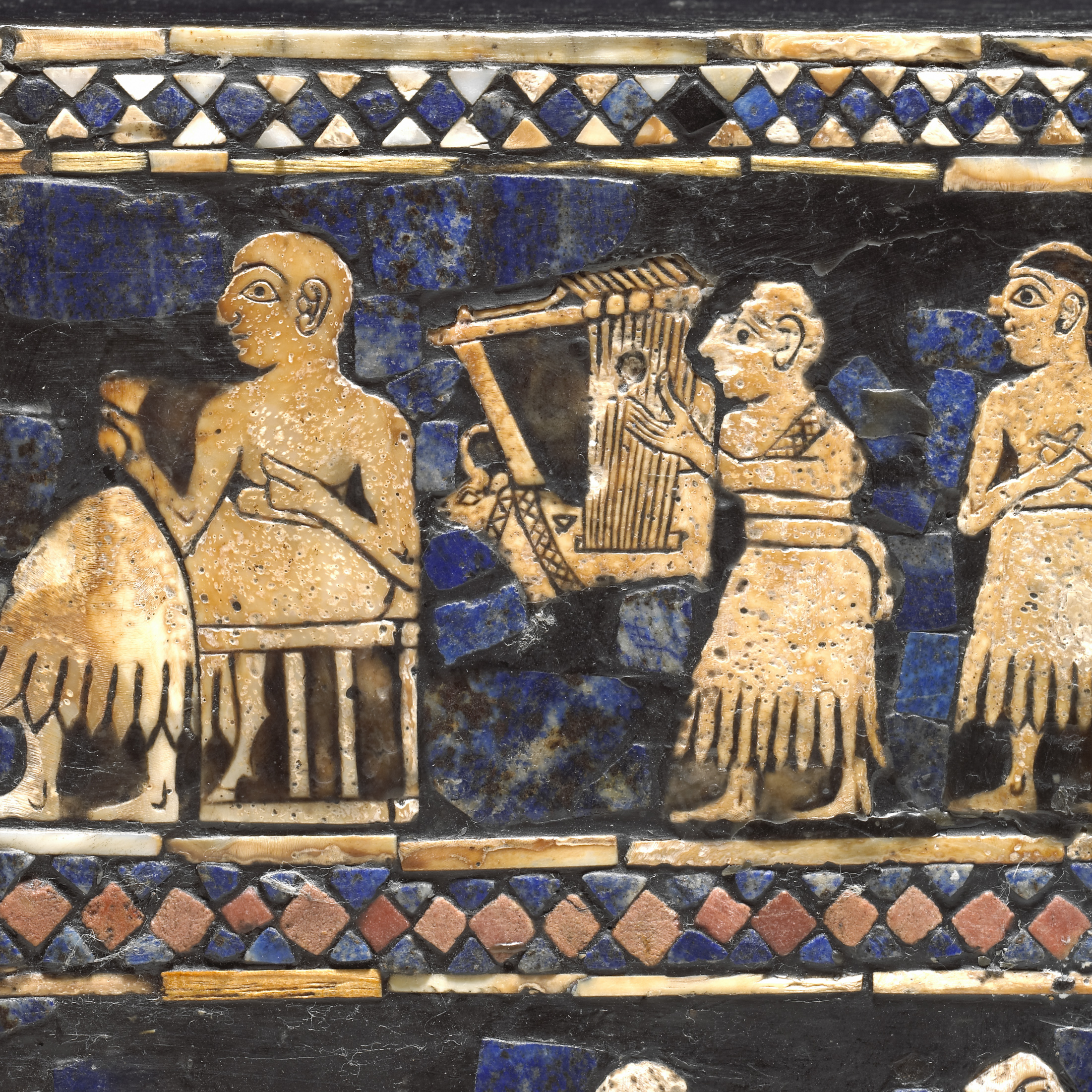
シュメールの都市ウルから出土した「ウルのスタンダード」の一部。紀元前2600年から2400年頃の作

古代、シュメールで都市文明が開花したウルク期には、コーン・モザイクと呼ばれる、円錐形の釘状の彩色土器や石（円錐形の底の部分を彩色しており、底が表に見えるようにして円錐形の先を壁土の中に押し込んで壁を彩る）を使って神殿などの建築物が装飾されていた。ウルから出土した紀元前2600年から紀元前2400年頃に遡るとされる「ウルのスタンダード」は、持ち運びできるサイズの箱状の木材の各面に、貝殻や赤い石灰岩、青いラピスラズリを埋め込んだモザイクで、軍隊の行進や饗宴の場面が描かれている。古代エジプトではピラミッドの墓室の壁を色タイルで装飾されることもある。
モザイクの技法を活用した具象的な絵画の出現は、ヘレニズム時代とみられる。白や茶色などの小石を用いて狩猟や神話を主題とした場面を表現した。マケドニア王国の宮殿のあったギリシアのアイギナ島では紀元前4世紀のモザイク画が発見されており、ヘレニズム様式のヴィラ（別荘）の床を飾っていたものと思われる。

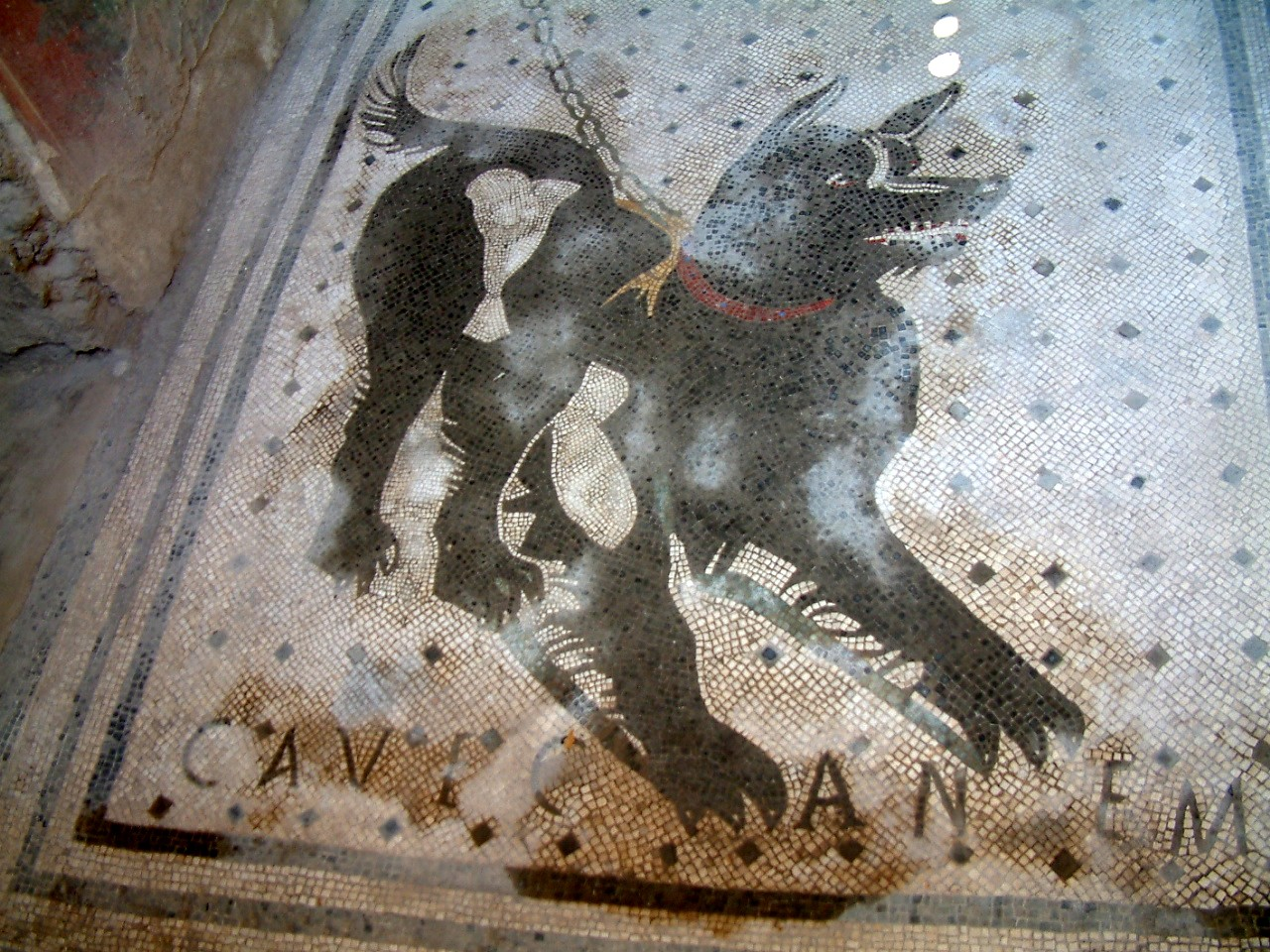
『Cave canem（犬に注意）』は古代ローマのヴィラの敷地境界によくあるモチーフだった

モザイクで飾られた床は古代ローマの時代のものが有名で、グレート・ブリテン島からシリア地方のドゥラ・エウロポス、北アフリカ一帯に至るまで広い範囲で発掘されており、豪華なモザイク床は贅沢なローマ時代のヴィラを特徴付けている。ローマ市では、皇帝ネロが建築家たちに命じ、モザイクを使って黄金宮ドムス・アウレア（西暦64年着工）の壁や床を覆わせた。

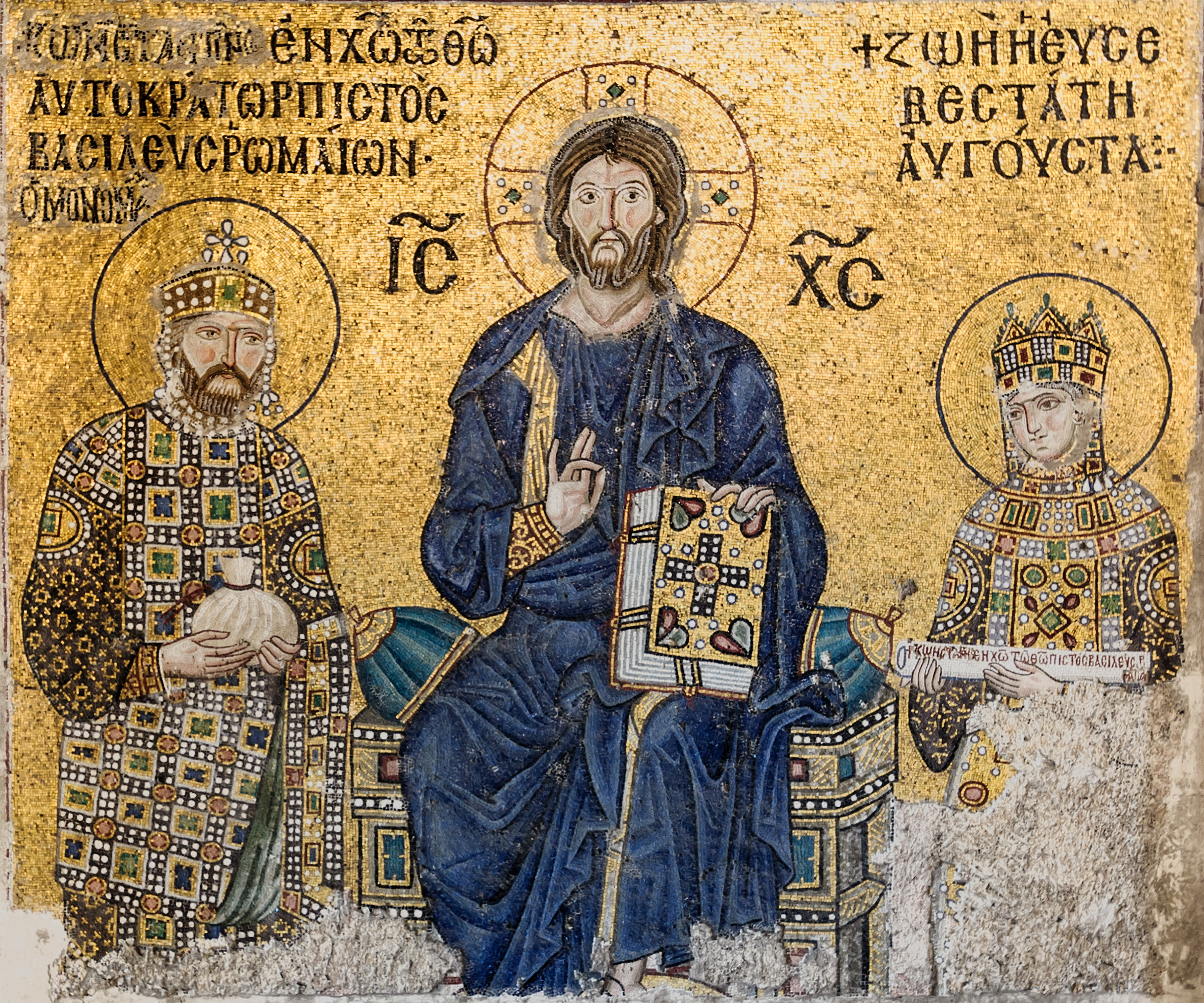
イスタンブール・アヤソフィアにある、キリストと11世紀の東ローマ皇帝コンスタンティノス9世夫妻のモザイク

宮殿や広い邸宅の床面を飾るモザイクは北アフリカを含む地中海沿岸部全域で流行し、4世紀末にキリスト教徒が建築したバシリカ（教会堂）では、床や壁のモザイク装飾はそのままキリスト教の目的のために流用された。キリスト教のモザイク装飾の最も偉大なものは東ローマ帝国の時代に花開き、首都コンスタンティノポリスをはじめ、イタリア支配の拠点ラヴェンナやシチリア島の領土でもモザイクが大聖堂を飾った（ビザンティン美術を参照）。特にラヴェンナは「モザイクの首都」とも呼ばれるほど多くの遺産が残り、モザイクの研究や教育もさかんである。サンタポリナーレ・ヌオヴォ聖堂、サン・ヴィターレ聖堂、ガッラ・プラキディア廟堂など世界遺産にも登録された建築群が公開され観光名所になっている。シチリアのヴィッラ・ロマーナ・デル・カサーレでも多数のモザイク画が発掘されており、世界遺産となっている。

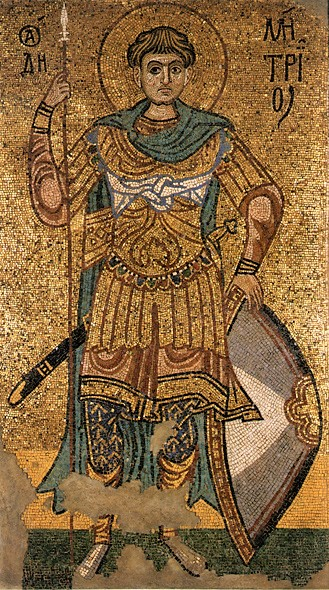
12世紀初期のウクライナ・キエフで制作された聖デメトリオスのモザイク画

モザイクは正教会の伝統を受け継ぐ国、例えばロシアなどでも教会や宮殿を飾るのに用いられた。東ローマ帝国のライバル、ヴェネツィアでも、サン・マルコ大聖堂の内外装をモザイクが覆っている。西ヨーロッパでは、労力のかかるフレスコ画の技術が、労働集約的なモザイク技術にかわり建物の壁面装飾の分野で主流になった。
イスラム建築では、モザイク技法は複雑な幾何学模様、アラベスクを作るために使われる。中国から伝わった、釉薬で彩ったタイルを用いた手法はモロッコなど北アフリカではゼッリージュ（zillij）、イランなど中東ではカーシャーニ（qashani）またはカーシーと呼ばれる。イスラム文化圏のモザイクは中世の初期にオリエントやイベリア半島でモスクの内外の壁や天井を飾るために用いられることが流行し、その最良の例の一つがイスラム教の支配下にあったイベリア半島にあり、アルハンブラ宮殿などに見ることができる。イスラム文化圏のモザイクは、7世紀から10世紀にかけてはビザンチンから招かれたモザイク師らによって高度に完成された技術が伝えられたものだったが、その後は徐々に幾何学的な形状の小片にカットした色タイルによる壁面装飾が広まり、コンスタンチノープルを経て南インドまで普及した。

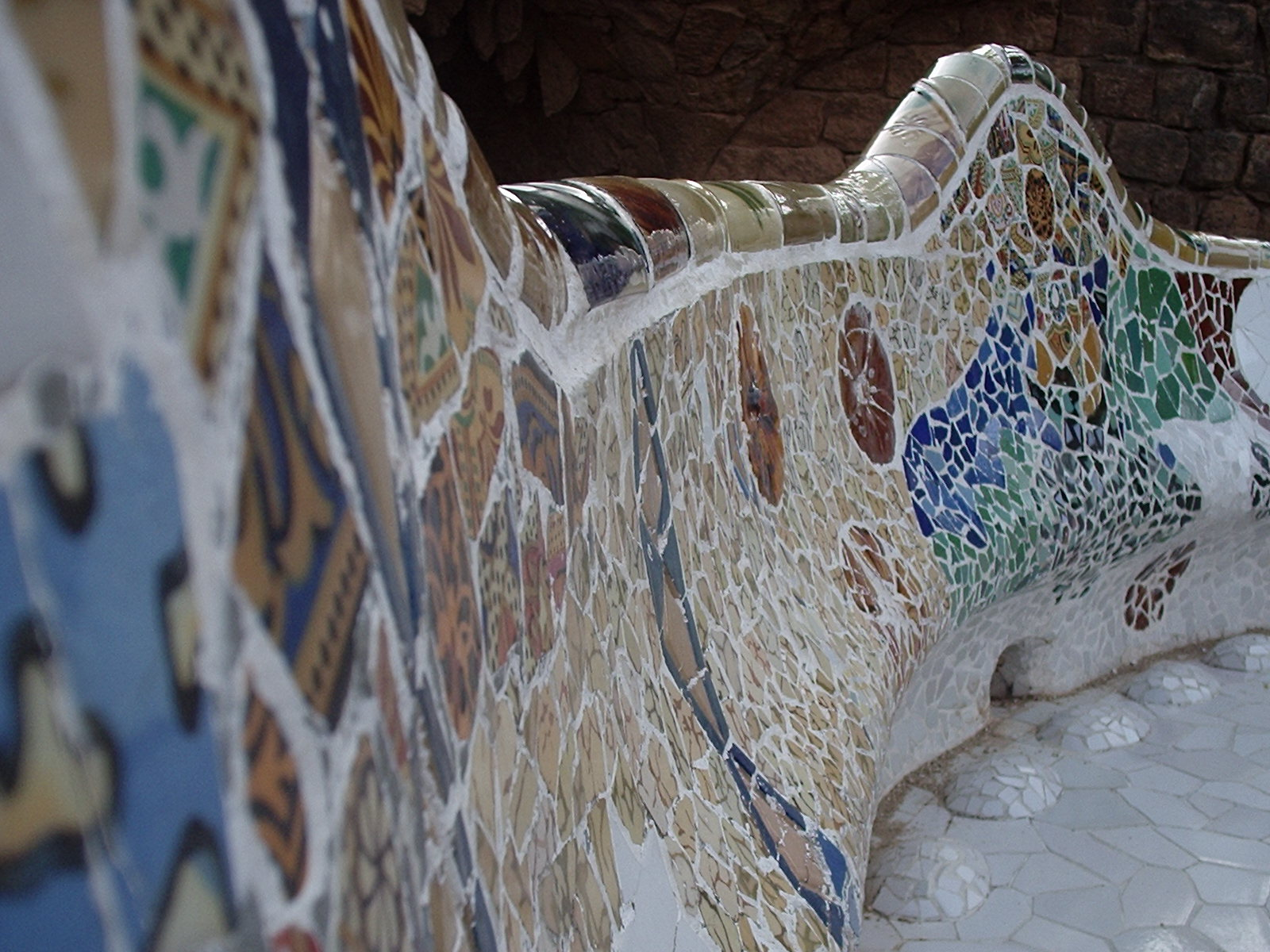
バルセロナ、グエル公園（1900年－1914年）のテラスのモザイク

近代においても多くの建築物がモザイクで飾られているが、異色のものはアントニ・ガウディとその弟子ホセ・マリア・ジュジョールが手がけたバルセロナのグエル公園であり、動物のオブジェや波打つベンチが色鮮やかなタイルによるモザイクで覆われている。

## 数学におけるモザイク

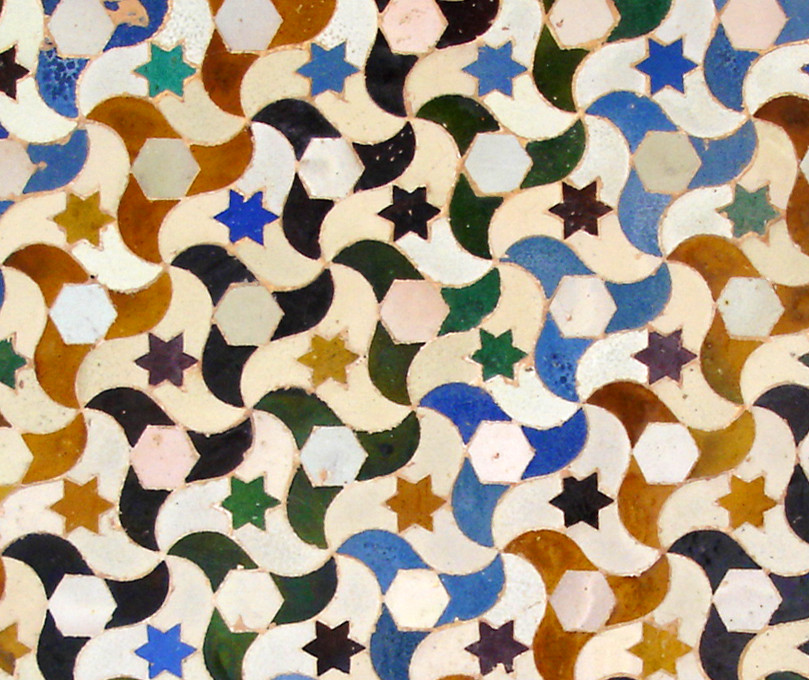
アルハンブラ宮殿のモザイク

平面を覆うときに、さまざまな形をしたタイルをどのように並べるのが一番よい方法か、という問題は複雑な数学の問題になっている。テッセレーション（平面充填またはタイル貼り）といわれるものである。
数学者ロジャー・ペンローズはこの問題に取り組み、ペンローズ・タイルという平面充填形を考案した。
効果的なモザイクの配置には、テッセレーションを用いるのが良いとされている。
画家のマウリッツ・エッシャー(MCエッシャー）は、ムーアのモザイクに影響を受け、テッセレーションの研究をはじめた。また彼は、アルハンブラ宮殿で見たムスリムのモザイク画にも影響を受け、モザイク模様の研究や平面充填の研究を始め、これを利用した作品を数多く制作した。

## モザイクの技法
モザイクの主な技法は3つある。直接技法（direct method）、間接技法（indirect method）、二重間接技法（double indirect method）である。
直接技法
モザイク構成の技法のうち、直接技法は、テッセラ（tessera、モザイクを構成する小さな角片で、古代には小石、ギリシャ、ローマ時代には大理石など、後にガラスや陶などで作られている）を一個ずつ、モザイクで覆う面に直接接着剤などで貼り付けてゆくものである。この方法は壷や花瓶など、三次元の立体的な表面に向いて
直接技法は、壁画などの絵画的表現に大変向いている。その他の優れた点は、モザイクが出来上がるプロセスを管理しながら作品を完成出来ることにある。特に、ズマルトや他のガラス素材の大画面で重要な、視点の位置や視点の移動に伴う画面を構成するテッセラの位置や角度、そして色彩を自由にコントロールできることにある。また持ち運びできるような小さな作品作りに向いている。
しかし欠点は、作業する壁面の前で直接作業しなければならないことで、長期間にわたる作業には不向きなことである。それゆえ大規模な作業には向いていない。また、大きくなればなるほど完成したモザイクの平らさをコントロールすることが困難になる。これは特に、テーブルや床などのモザイクの制作ではきわめて重要になる。
現代の直接技法は、二重直接技法（Double Direct）とも呼ばれるもので、ガラス繊維でできたメッシュにモザイクを直接貼ってゆく技法である。モザイクは三次元の表面上で望む向きに合わせて徐々に作られ、最後にメッシュごと、モザイクで飾る予定の面に移す。大きな作業もこの方法で行い、モザイクを貼ったメッシュは運送のために一旦細かく切られ、現地での設置の際に再び組み合わされる。この方法だと、職人はモザイクを貼る現地でなく、快適なスタジオやアトリエで作業ができる。
間接技法
間接技法は、模様を何度も反復するような大規模なプロジェクトの際に用いられる。テッセラは裏が粘着性の紙に上下さかさまに置かれ、最後にこれを壁、床、工芸品などの表面に移す。この技法は単純な模様や幾何学的な模様、一様な色のモザイク制作や巨大な制作の際に効果を発揮する。モザイクでできたテーブルの天板は通常この技法で作られ、表面を滑らかに、平らに仕上げることができる。
二重間接技法
二重間接技法は、完成時の姿を制作途中に確認しながら作業を進めたいときによく用いられる。テッセラはメディウム（粘着性の紙か粘着質のプラスチックなど）の上に表面を表にして貼られ、このため設置時の見え方を確認できる。モザイクが完成すれば、同じメディウムをその上からかぶせる。モザイクは表裏反転され、最初の下敷きにしたメディウムははがされて、あとは間接技法と同じように現地に設置される。
間接技法と二重間接技法は、両方とも部分ごとに作ることができ、非常に巨大な壁画などを現地以外の比較的小さなスタジオで制作でき、さらに細かく分けた部分を現地に運ぶ際に巨大なトラックは必要としない利点がある。